# Birte Siech
Birte Siech, född den 19 mars 1967 i Berlin i Tyskland, är en östtysk och därefter tysk roddare.
Hon tog OS-brons i fyra utan styrman i samband med de olympiska roddtävlingarna 1992 i Barcelona.